# Sergio Bergonzelli
Sergio Bergonzelli (* 25. August 1924 in Alba, Provinz Cuneo; † 24. September 2002 in Rom) war ein italienischer Drehbuchautor und Filmregisseur.

## Leben
Bergonzelli schloss seine Schullaufbahn in Philosophie ab und übersiedelte nach Rom, wo er zwischen 1951 und 1958 in achtzehn Filmen als Darsteller unter dem Pseudonym Siro Carme in einigen Produktionen mitwirkte. Danach arbeitete er als Schnitt-, Produktions- und Regieassistent.
Als Regisseur drehte Bergonzelli neben seinen bekanntesten Arbeiten, den beiden Piratenfilmen mit Gérard Barray als Robert Surcouf, in den 1960er Jahren mehrere Italowestern unter anderem mit William Berger in El Cisco (1966) oder Cameron Mitchell in Das letzte Gewehr (1964), der einen der ersten in Italien gedrehten Western darstellt. Nach zwei Aufklärungsfilmen folgten in den 1970er- und frühen 1980er-Jahren hauptsächlich Kriminalfilme und Softsexstreifen. Dabei drehte er auch im Ausland.
Als Pseudonym benutzte er auch den Namen Serge Bergon.

## Filmografie

### Regie
- 1960: Waffen für San Salvador (Gli avventurieri dei tropici)
- 1964: Das letzte Gewehr (Jim il primo)
- 1965: Aktion Todesmole 83 (Missione mortale Molo 83)
- 1965: Kopfgeld für Ringo (Uno straniero a Sacramento)
- 1966: El Cisco
- 1966: Unter der Flagge des Tigers (El tigre de los siete mares)
- 1966: Donner über dem Indischen Ozean (Il grande colpo di Surcouf)
- 1967: Pronto, Amigo (Ein Colt in der Hand des Teufels) (Una colt in pugno al diavolo)
- 1968: Silvia e l'amore
- 1969: Libido – Das große Lexikon der Lust (Le 10 meraviglie dell'amore)
- 1970: In the Folds of the Flesh (Nelle pieghe della carne)
- 1971: Sando Kid spricht das letzte Halleluja (Un dolár para Sartana)
- 1971: Verbotene Zärtlichkeiten (Io Cristiana, studentessa degli scandali)
- 1972: Cristiana monaca indemoniata
- 1975: Hot Summer (La cognatina)
- 1976: Taxi love, servizio per signora
- 1976: La Sposina
- 1978: Porco mondo
- 1979: Eros Hotel
- 1979: Το χαμόγελο της Πυθίας
- 1982: Diamond Connection (Diamond Connection)
- 1982: Corri come il vento, Kiko
- 1983: Joy – 1 1/2 Stunden wilder Lust (Joy)
- 1987: Tentazione – Die Geschichte der A. (Tentazione)
- 1988: Blood Delirium (Delirio di sangue)
- 1990: Malizia Today (Malizia oggi)

### Darsteller
- 1951: Der Rebell von Tacca del Lupo (Il brigante di Tacca del Lupo) – Regie: Pietro Germi
- 1952: La storia del fornaretto di Venezia – Regie: Giacinto Solito
- 1952: Die Blinde von Sorrent (La cieca di Sorrento) – Regie: Giacomo Gentilomo
- 1953: Die Tochter der Kompanie (La Fille du régiment)
- 1953: Es ist nie zu spät (Non è mai troppo tardi) – Regie: Filippo Walter Ratti
- 1954: Terra straniera – Regie: Sergio Corbucci
- 1954: Der geheimnisvolle Gefangene (Il prigioniero del re) – Regie: Giorgio Venturini
- 1956: Frauennot – Frauenglück (Il momento più bello) – Regie: Luciano Emmer
- 1956: Die schwarzen Ritter von Borgoforte (Giovanni dalle Bande Nere)